# Era Montanheta (Bossòst)
Era Montanheta és una muntanya de 1.993 metres que es troba entre els municipis de Bossòst, a la comarca de la Vall d'Aran i Sòda a l'Alta Garona.